# Travelogue
Travelogue – album zespołu The Human League wydany w 1980 roku.

## Lista utworów
1. „The Black Hit of Space” – 4:11
2. „Only After Dark” – 3:51
3. „Life Kills” – 3:08
4. „Dreams of Leaving” – 5:52
5. „Toyota City” – 3:21
6. „Crow and a Baby” – 3:43
7. „The Touchables” – 3:21
8. „Gordon's Gin” – 2:59
9. „Being Boiled” – 4:22
10. „WXJL Tonight„ - 4:46

## Single
- 1978: „Being Boiled”
- 1980: „Only After Dark”